# 坂下鐘螺
坂下鐘螺（学名：Calliotropis sakashitai）是钟螺科白鐘螺屬的一种。舊屬钟螺科，今被重新劃歸白鐘螺科，是陀螺總科的成員。主要分布于台湾，常栖息在浅海沙底。

## 外部連結
- 維基物種上的相關：坂下鐘螺